# Megachile contempta
Megachile contempta är en biart som beskrevs av Mitchell 1930. Megachile contempta ingår i släktet tapetserarbin, och familjen buksamlarbin. Inga underarter finns listade i Catalogue of Life.